# Giải Viện Hàn lâm Nhật Bản cho Phim hoạt hình của năm
Giải thưởng Phim hoạt hình của năm (アニメーション作品賞) là một trong những giải thưởng thường niên của Giải Viện Hàn lâm Nhật Bản do Hiệp hội Viện Hàn lâm Nhật Bản trao tặng.

## Lịch sử
Tuy Giải Viện Hàn lâm Nhật Bản đã tổ chức và trao giải hàng năm kể từ năm 1978 cho các bộ phim Nhật Bản, nhưng lại không có hạng mục nào liên quan tới các bộ phim hoạt hình trong những năm đầu của giải thưởng. Các bộ phim hoạt hình đã bao gồm các bộ phim Nhật Bản có doanh thu cao nhất trong năm, chẳng hạn như Doraemon (1980, 1981, 1983, 1984), Dịch vụ giao hàng của phù thủy Kiki của Studio Ghibli (1989), Only Yesterday (1991), Porco Rosso (1992), Heisei Tanuki Gassen Ponpoko (1994) và Lời thì thầm của trái tim (1995). Tuy nhiên, trong những năm đó, không có bộ phim hoạt hình nào được đề cử cho Giải Viện Hàn lâm Nhật Bản. Điều này khác biệt đáng kể so với các giải thưởng lớn khác của nền điện ảnh Nhật Bản, chẳng hạn như Mainichi Film Awards hay Kinema Junpo, cả hai giải thưởng đều trao giải Phim điện ảnh của năm cho Hàng xóm của tôi là Totoro vào năm 1988.
Vào năm 1990, Hiệp hội Viện Hàn lâm Nhật Bản đã trao Giải thưởng Đặc biệt cho bộ phim Dịch vụ giao hàng của phù thủy Kiki tại lễ trao giải Giải Viện Hàn lâm Nhật Bản lần thứ 13, và một lần nữa giải thưởng trên được trao vào năm 1995 cho bộ phim Heisei Tanuki Gassen Ponpoko của đạo diễn Takahata Isao. Tuy nhiên, trong giai đoạn này, vẫn chưa có bất kỳ đề cử nào cho những bộ phim hoạt hình Nhật Bản ăn khách này.
Năm 2002, tại Lễ trao giải Giải Viện Hàn lâm Nhật Bản lần thứ 25, một bộ phim khác của Miyazaki Hayao và Studio Ghibli mang tên Sen và Chihiro ở thế giới thần bí đã được đề cử và giành được giải Phim điện ảnh xuất sắc của năm.

## Danh sách đề cử và đoạt giải
Studio Ghibli với 5 bộ phim đã giành được nhiều giải thưởng nhất, trong khi Studio Chizu & Madhouse cũng đạt được nhiều thành tựu nổi bật. Tuy nhiên, không có bất kỳ bộ phim nào từ cùng một series giành được giải thưởng hai lần, nhưng Thám tử lừng danh Conan là series có số lần đề cử nhiều nhất với 12 lần đề cử, trong khi Doraemon, One Piece, Evangelion, Dragon Ball & Lupin III cũng có cho mình những tác phẩm nổi bật trong danh sách đề cử.
| Năm  | Phim hoạt hình hay nhất của năm        | Phim hoạt hình xuất sắc của năm | Tham khảo     |
| ---- | -------------------------------------- | --- | ------------- |
| 2007 | Cô gái vượt thời gian                  | - Một đêm giông bão - Huyền thoại đất liền và đại dương - Brave Story - Thám tử lừng danh Conan: Lễ cầu hồn của thám tử                                                                  | [ 8 ]         |
| 2008 | Tekkon Kinkreet                        | - Evangelion: 1.0 You Are (Not) Alone - Kappa no Kū to Natsuyasumi - Piano no Mori - Thám tử lừng danh Conan: Kho báu dưới đáy đại dương                                                 | [ 9 ]         |
| 2009 | Cô bé người cá Ponyo                   | - Doraemon: Nobita và người khổng lồ xanh - The Sky Crawlers - Thám tử lừng danh Conan: Tận cùng của sự sợ hãi - Episode of Chopper+: Nở vào mùa Đông, bông Sakura diệu kì               | [ 10 ]        |
| 2010 | Cuộc chiến mùa hè                      | - Thám tử lừng danh Conan: Truy lùng tổ chức Áo Đen - Doraemon: Nobita và lịch sử khai phá vũ trụ - Evangelion: 2.0 You Can (Not) Advance - Hottarake no Shima: Haruka to Mahō no Kagami | [ 11 ]        |
| 2011 | Thế giới bí mật của Arrietty           | - Thám tử lừng danh Conan: Con tàu biến mất giữa trời xanh - Colorful - Doraemon: Nobita và cuộc đại thủy chiến ở xứ sở người cá - One Piece Film: Strong World                          | [ 12 ]        |
| 2012 | Ngọn đồi hoa hồng anh                  | - K-On! Movie - Buddha - Tōfu-kozō - Thám tử lừng danh Conan: 15 phút tĩnh lặng | [ 13 ]        |
| 2013 | Hai đứa con của chó sói                | - Evangelion: 3.0 You Can (Not) Redo - Friends: Mononoke Shima no Naki - Lá thư gửi đến Momo - One Piece Film: Z                                                                         | [ 14 ]        |
| 2014 | Kaze Tachinu                           | - Chuyện công chúa Kaguya - Puella Magi Madoka Magica the Movie: Rebellion - Space Pirate Captain Harlock - Lupin III VS Meitantei Konan The Movie                                       | [ 15 ]        |
| 2015 | Stand by Me Doraemon                   | - Hồi ức về Marnie - Giovanni no Shima - Thám tử lừng danh Conan: Sát thủ bắn tỉa không tưởng - Buddha 2: Tezuka Osamu no Buddha - Owarinaki Tabi                                        | [ 16 ]        |
| 2016 | Bakemono no Ko                         | - Tiếng hát từ trái tim - Sarusuberi - Bảy viên ngọc rồng: 'F' hồi sinh - Rabu Raibu! The School Idol Movie                                                                              | [ 17 ]        |
| 2017 | Góc khuất của thế giới                 | - Your Name – Tên cậu là gì? - Dáng hình thanh âm - Rudorufu to Ippaiattena - One Piece Film: Gold                                                                                       | [ 18 ] [ 19 ] |
| 2018 | Yoru wa Mijikashi Aruke yo Otome       | - Pháo hoa, nên ngắm từ dưới hay bên cạnh? - Giải mã giấc mơ - Mary và đóa hoa phù thủy - Thám tử lừng danh Conan: Bản tình ca màu đỏ thẫm                                               | [ 20 ]        |
| 2019 | Mirai: Em gái đến từ tương lai         | - Bảy viên ngọc rồng siêu cấp: Broly - Xa lộ Chim cánh cụt - Thám tử lừng danh Conan: Kẻ hành pháp Zero - Okko's Inn                                                                     | [ 21 ]        |
| 2020 | Đứa con của thời tiết                  | - Bầu trời xanh của em - Thám tử lừng danh Conan: Cú đấm Sapphire xanh - Rupan Sansei Za Fāsuto - One Piece: Stampede                                                                    | [ 22 ]        |
| 2021 | Thanh gươm diệt quỷ: Chuyến tàu vô tận | - Violet Evergarden: The Movie - Poupelle of Chimney Town - Josee: Khi nàng thơ yêu - Stand by Me Doraemon 2                                                                             | [ 23 ]        |
| 2022 | Evangelion: 3.0+1.0 Thrice Upon a Time | - Ai no Utagoe o Kikasete - Gyokō no Nikuko-chan - Chú thuật hồi chiến 0 - Belle: Rồng và công chúa tàn nhang                                                                            | [ 24 ]        |
| 2023 | The First Slam Dunk                    | - Inu-Oh - Cô thành trong gương - One Piece Film: Red - Khóa chặt cửa nào Suzume | [ 25 ]        |
| 2024 | Thiếu niên và chim diệc                | - The Birth of Kitaro: The Mystery of GeGeGe - Totto-chan: Cô bé bên cửa sổ - Thám tử lừng danh Conan: Tàu ngầm sắt màu đen - Blue Giant                                                 | [ 26 ]        |

## Liên kết
- Trang web chính thức của Giải Viện Hàn lâm Nhật Bản - (bằng tiếng Nhật)